# Alibaba Pictures
Alibaba Pictures es una compañía China dedicada a la producción cinematográfica y televisiva, propiedad del conglomerado Alibaba Group. La empresa se denominaba anteriormente ChinaVision Media, hasta que el grupo Alibaba compró la mayoría del capital en el año  2014, cuando fue renombrada. 
Para abril de 2015, era la compañía dedicada a la producción de películas más valiosa de China, con un valor de mercado de 8.770 millones de dólares

## Filmografía incompleta
- Mission: Impossible – Rogue Nation (2015) – inversor[2]
- Little Door Gods (2016) - distributor[3]
- Teenage Mutant Ninja Turtles: Out of the Shadows (2016) - investor[4]
- Star Trek Beyond (2016) - investor[4]
- See You Tomorrow (2016) – production,[5] distributor
- Real (2017) - investor, distributor (China)[6]
- Journey to the West: Conquering the Demons 2 (2017) - production[7]
- Once Upon a Time (2017) - production[8][9]
- Asura (2018)[8]
- Mission: Impossible – Fallout (2018) - investor[10]
- Next Gen (2018)
- The Wandering Earth (2019) - Co-Producer[11]
- UglyDolls (2019) - investor[12]
- A Dog's Journey (2019) - investor
- Gemini Man (2019) - investor
- BIOS (2021) - inversor